# John Collier
John Maler Collier (Londres, 27 de janeiro de 1850 – Londres, 11 de abril de 1934) foi um pintor e escritor britânico. 

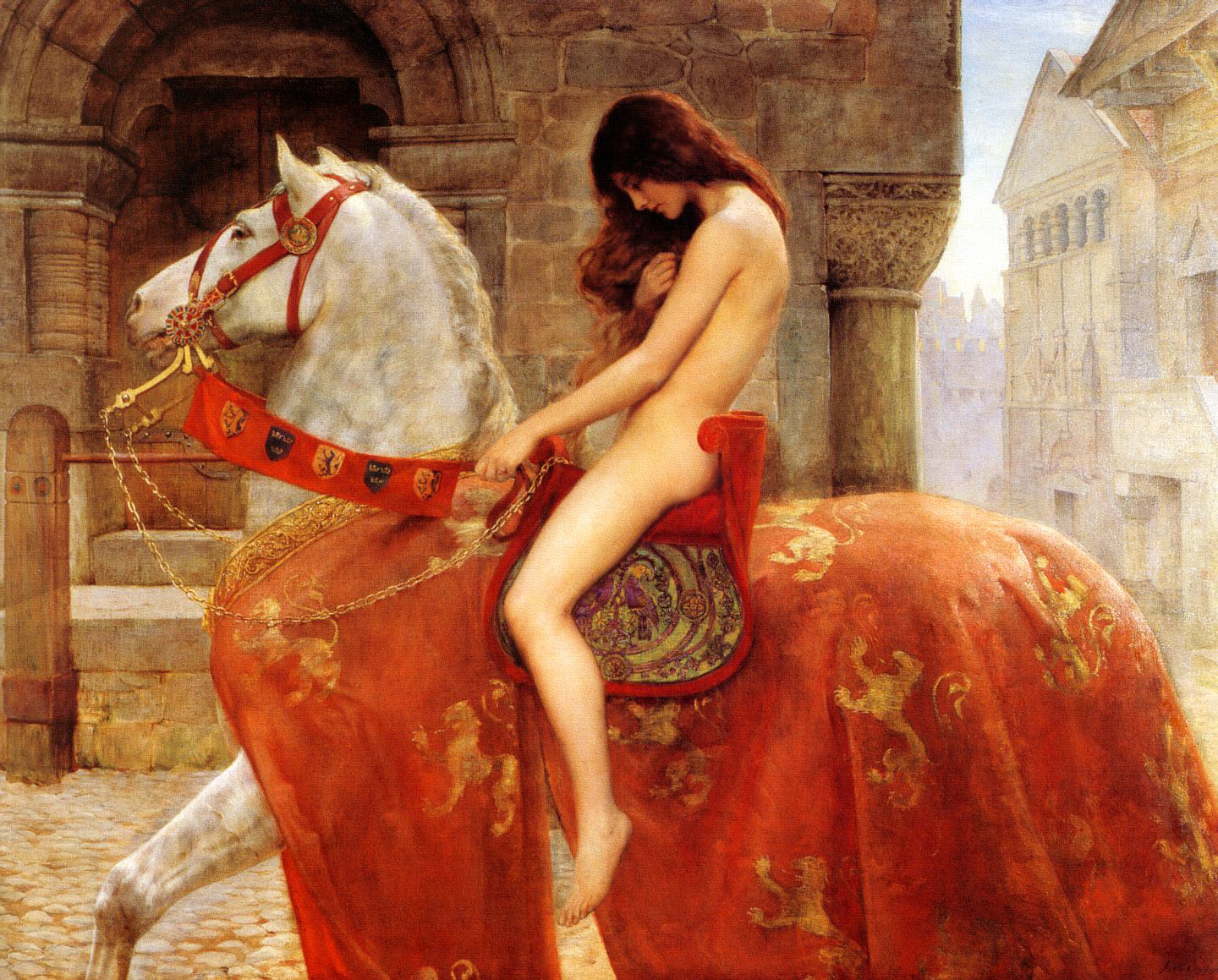
Lady Godiva, 1898, Herbert Art Gallery & Museum

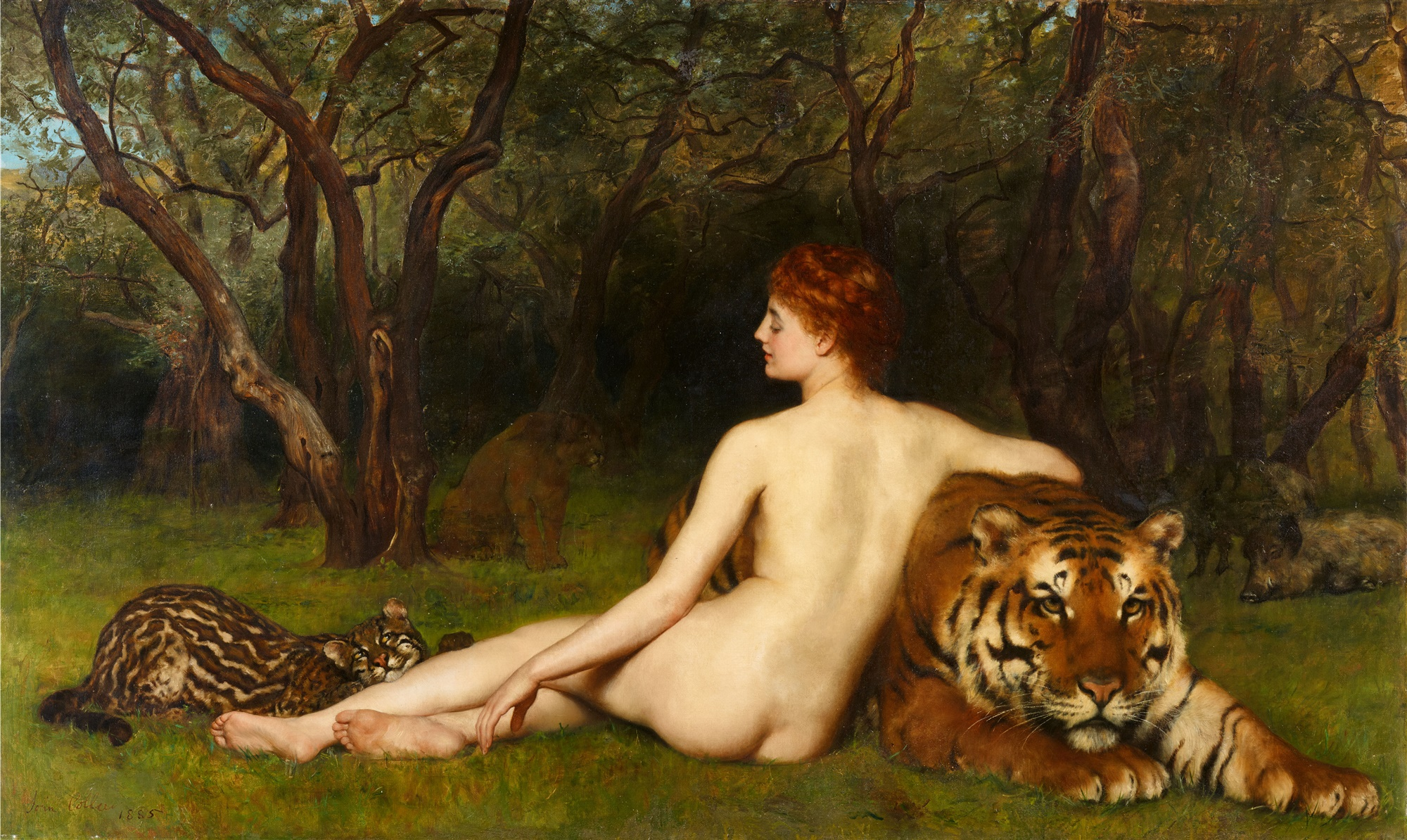
Circe, 1885 - a sedutora feiticeira da Odisseia de Homero

Ele pintou no estilo pré-rafaelita, e foi um dos pintores de retratos mais proeminentes de sua geração. Ambos os seus casamentos foram com filhas de Thomas Henry Huxley. Estudou pintura em Paris com Jean-Paul Laurens e na Academia de Munique a partir de 1875.

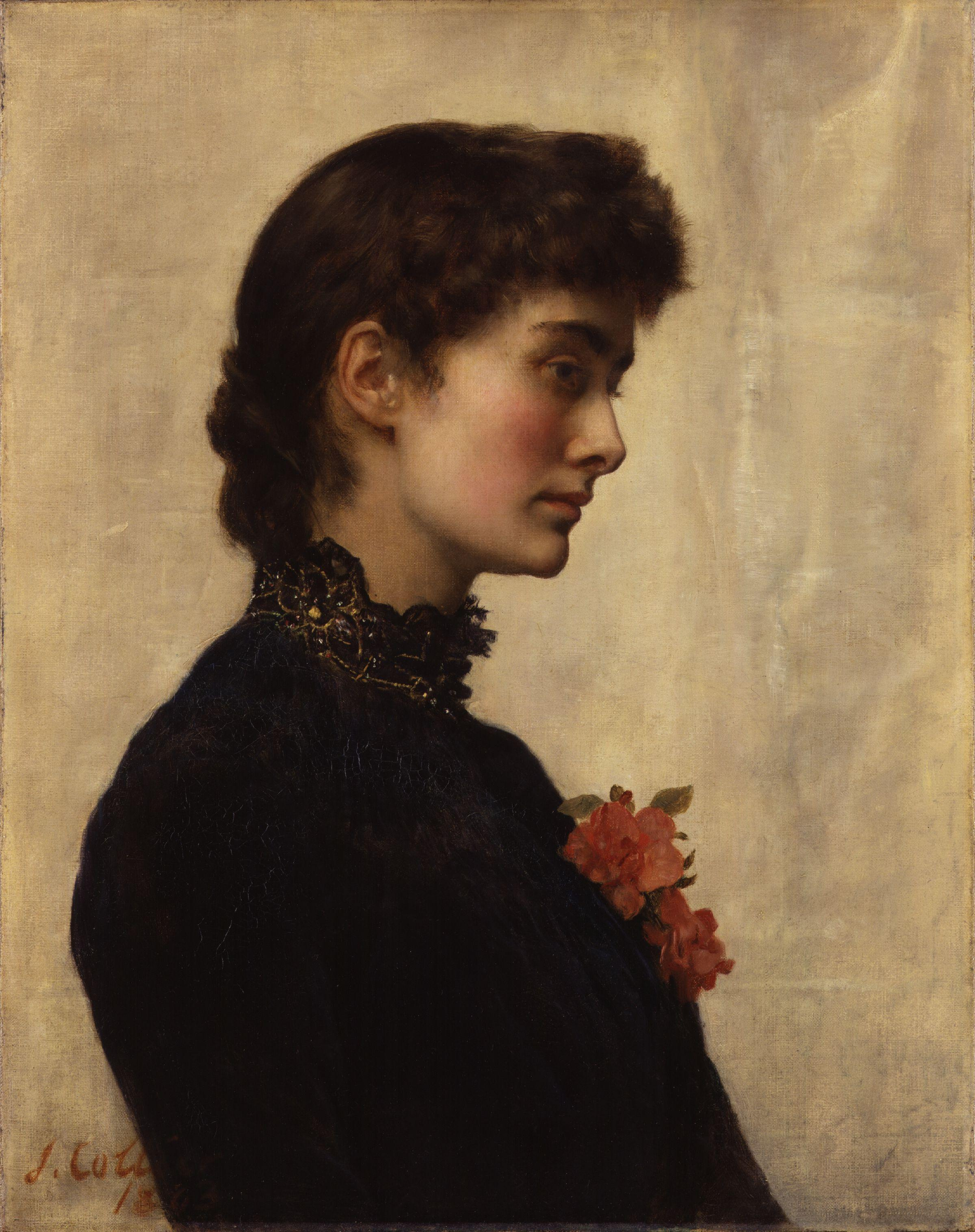
A primeira esposa de Collier, Marian Huxley, 1883

## Publicações
- A primer of art
- A Manual of Oil Painting, 1886
- The Art of Portrait Painting, 1905
- The religion of an artist, 1926